# Соцки-Войническу, Виктор Николаевич
Ви́ктор Никола́евич Со́цки-Войниче́ску (род. 22 января 1945, Флорешты, Молдавская ССР) — советский и молдавский актёр театра и кино.
Всё его детство прошло в Бельцах. Учился на биологическом факультете Кишинёвского университета (1962—1964), окончил ГИТИС (1969). Служил актёром Молдавского музыкально-драматического театра им. А. С. Пушкина.
В кино с 1964 года. После женитьбы на француженке переехал во Францию и забросил кинематограф.
Брат — актёр Мирча Соцки-Войническу. Единственная дочь — Кристя Кристиана (от первого брака) Внучки — Кристя Катя и Кристя Яна.

## Фильмография
1. 1966 — Горькие зёрна — учитель
2. 1966 — Красные поляны — Андрей Груя
3. 1968 — Каратель — Димитрис
4. 1969 — Это мгновение — агент пятой колонны
5. 1969 — Один перед любовью — Раду Негреску
6. 1970 — Салют, Мария — Пабло
7. 1971 — Лаутары
8. 1972 — Офицер запаса — эпизод
9. 1973 — Зарубки на память — Никонеску
10. 1974 — Если хочешь быть счастливым — Мурти
11. 1976 — Случай на фестивале — Ангел Станчев
12. 1976 — Восход над Гангом (Таджикистан-Индия) — Чандр
13. 1977 — Когда рядом мужчина — певец
14. 1977 — Корень жизни — Дан
15. 1977 — Ночь над Чили — Доминго
16. 1979 — Я хочу петь
17. 1980 — Старик коня водил (короткометражный) — Василе
18. 1980 — Служа Отечеству — Хайдарали
19. 1982 — Баллада о доблестном рыцаре Айвенго